# 毛增华
毛增华（1941年5月—），浙江奉化人，中华人民共和国政治人物，河南省政协原副主席，中国国民党革命委员会中央委员会原常务委员、河南省委员会主任委员，第九、十届全国政协委员。